# Ryota Oshima
Ryota Oshima (japanska: 大島 僚太?, Ōshima Ryota), född 23 januari 1993, är en japansk fotbollsspelare som spelar för Kawasaki Frontale.
Oshima debuterade för Japans landslag den 1 september 2016 i en 2–1-förlust mot Förenade Arabemiraten. I maj 2018 blev han uttagen i Japans trupp till fotbolls-VM 2018.